# Elliott Taylor
Elliott Taylor è un personaggio immaginario, il principale protagonista umano nel film E.T. l'extra-terrestre (1982), creato da Steven Spielberg e Melissa Mathison. 
La storia del film vede Elliott, insieme ai suoi amici e alla sua famiglia, aiuta l'omonimo extraterrestre a tornare a casa. È interpretato dall'allora undicenne Henry Thomas, la cui performance ha ottenuto il plauso universale della critica e del pubblico, mentre il personaggio è apparso in vari adattamenti del film, tra cui un romanzo, videogiochi e un sequel in forma di cortometraggio, dove è ancora interpretato da Thomas.

## Concezione e sviluppo

### Ispirazione e casting
Sebbene sia un personaggio originale del film, Elliott è parzialmente basato su Spielberg stesso, principalmente per il fatto che è figlio di genitori divorziati, con l'eccezione che Elliott vive con la madre Mary (Dee Wallace), il fratello maggiore Michael (Robert MacNaughton), la sorella minore Gertie (Drew Barrymore) e il cane di famiglia Harvey.
Spielberg sottopose centinaia di bambini alle audizioni per il ruolo di Elliott. Il regista Jack Fisk suggerì per la parte Henry Thomas, che aveva diretto nel film Lontano dal passato (Raggedy Man) (1981). Inizialmente la sua performance risultò un po' impacciata, ma alla fine ottenne la parte improvvisando una scena, dove pianse in modo convincente pensando al suo cane morto.
Nel film originale, Elliott Taylor è caratterizzato come un bambino di 10 anni gentile, simpatico, coraggioso, sveglio, dolce e amichevole. Vive con la sua famiglia a San Fernando Valley, in California, mentre il padre divorziato (il cui nome è ignoto) vive in Messico con un'altra donna, Sally. Nel cortometraggio sequel (ambientato 37 anni dopo) vive ancora a San Fernando Valley, ma in una casa diversa, lavora come informatico e ha una moglie, Grace, e due figli, Elliott Jr. e Maggie.

## Accoglienza
La performance di Henry Thomas come Elliott è stata ben accolta dalla critica e dal pubblico. Screen Rant l'ha definita una delle migliori interpretazioni di un attore bambino mai viste in un film. Per la sua interpretazione, Thomas ha vinto il Young Artist Award come miglior giovane attore protagonista in un film del 1983 e ha ricevuto candidature al Golden Globe come miglior attore debuttante (1983), al Premio BAFTA come migliore attore debuttante (1983) e al Saturn Award come miglior attore (1983).

## Altri media

### Libri
Elliott ricompare in un ruolo secondario nel romanzo sequel del film, E.T. Il libro del Pianeta Verde, scritto da William Kotzwinkle e pubblicato nel 1985.

### Videogiochi
Elliott appare sulla locandina del videogioco basato sul film, prodotto dalla Atari, Inc..

### A Holiday Reunion(2019)
E' un spot pubblicitario trasmesso il 28 novembre 2019 dalla NBC e diretto da Lance Acord, che questi lo definì come un "cortometraggio sequel" del film originale. Lo spot ha come protagonista Henry Thomas, ancora nella parte di Elliott Taylor, ora adulto con moglie e due figli. Il corto segue E.T. che rincontra Elliott durante il periodo natalizio, e mostra riferimenti e cenni al film originale, come una foto del cane Harvey e una replica del comunicatore Speak & Spell inventato da E.T..